# Robert F. Stockton
Robert F. Stockton (Princeton, 1795. augusztus 20. – Princeton, 1866. október 7.) az Amerikai Egyesült Államok szenátora (New Jersey, 1851–1853).